# ペルスヴァルまたは聖杯の物語

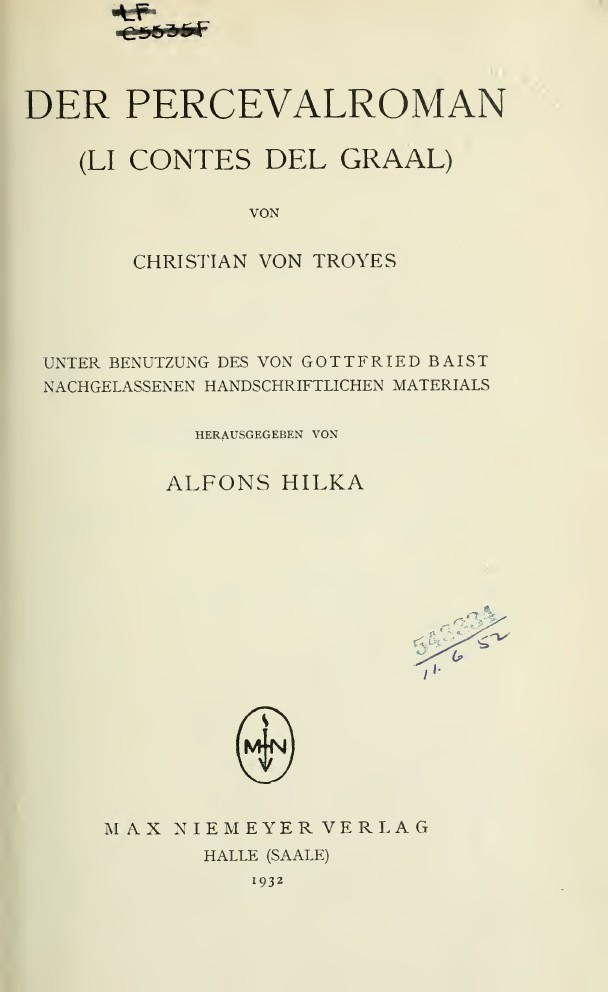
Roman de Perceval, 1932

『ペルスヴァルまたは聖杯の物語』（ペルスヴァルまたはせいはいのものがたり、Perceval, le Conte du Graal）は、1180年代にフランスの詩人クレティアン・ド・トロワによって著された「アーサー王伝説」を描いた騎士道物語である。クレチアンの死によって未完に終わっている。主に円卓の騎士であるペルスヴァルによる聖杯の探索を描いたもので、聖杯の城とケルトについての要素を含んでいる。ヴォルフラム・フォン・エッシェンバッハ作の中高ドイツ語による傑作『パルチヴァール』の原典である。
日本語訳には天沢退二郎によるものがある。
クレティアンは物語のプロローグで、パトロンに授けられた「書物」に記されているコント（「民話」）を韻文で語ってみると述べている。「ヨーロッパの神話伝承やフォークロアに詳しい中世フランス文学の専門家」フィリップ・ヴァルテールは、主人公ペルスヴァルへの3人の忠告を、物語の構造を示す唯一の真の鍵と捉え、作者が典拠としたコントは国際民話話型（ATU）910 B「主人の教えを守る」のタイプに属するとみなして同タイプのロシア民話「よい言葉」や中世ラテン語による『アーサーとゴルラゴン』と比較し、『ペルスヴァルまたは聖杯の物語』に隠された民話の謎の解明を試みている。

## 関連書籍
- 『ランスロまたは荷車の騎士』クレティアン・ド・トロワ著  神沢栄三 訳 1991年 白水社<フランス中世文学集02 -愛と剣と>、ISBN 978-4560046012
- 『クレティアン・ド・トロワ『獅子の騎士』 - フランスのアーサー王物語』 菊池淑子 訳、1994年 平凡社 イヴァンまたは獅子の騎士の日本語訳、ISBN 978-4-582-33317-6
- 『聖杯の探索 : 作者不詳・中世フランス語散文物語』 天沢退二郎 訳 1994年 人文書院、La queste del Saint Graal（フランス語版） （1225-30年）の日本語訳、ISBN 978-4409130186

## 注・出典
1. ↑  『ペルスヴァルまたは聖杯の物語』 1991年 白水社<フランス中世文学集02 -愛と剣と>、ISBN 978-4560046012
2. ↑  フィリップ・ヴァルテール『クレティアン・ド・トロワ作『グラアルの物語』に隠された民話』（渡邉浩司訳）中央大学人文科学研究所　2023　(人文研ブックレット 42)